# Bruno Gambarotta
Bruno Gambarotta (Asti, 26 maggio 1937) è uno scrittore, giornalista, conduttore televisivo e attore italiano.
È anche autore e regista di programmi per la radio e la televisione e, oltre alla scrittura, fra i suoi maggiori interessi figura la gastronomia, materia della quale si è occupato anche per i suoi scritti. Ama definirsi "scrittore artigiano", ringraziando per lo spunto il refuso di un tipografo del giornale La Stampa che, nel testo di una sua intervista, deformò involontariamente l'originale "scrittore astigiano".

## Biografia
Autore di libri e collaboratore di diverse testate (fra cui l'Unità, la Repubblica, la stessa Stampa e la rivista Comix), ha contribuito assieme ad Adriano Celentano alla conduzione della fortunata edizione di Fantastico '87 e delle trasmissioni televisive Porca miseria e Svalutation; sempre come presentatore si è confrontato con un discusso rifacimento della popolare Lascia o raddoppia?, lanciata a metà anni cinquanta da Mike Bongiorno (curiosamente nato come lui il 26 maggio), ed una propria, Cucina Gambarotta.
Inizia la carriera in Rai come operatore di ripresa. Nel 1964 effettua le riprese della visita di Papa Paolo VI  a Gerusalemme.
Come delegato alla produzione Rai, ha curato negli anni settanta la produzione della serie televisiva di Felisatti-Pittorru Qui squadra mobile. Negli anni novanta, ha lavorato nella trasmissione Svalutation, presentata insieme ad Adriano Celentano, in onda su Rai 3 il 12 e 19 dicembre del 1992 e, come attore, con Fabio Fazio, in Un giorno fortunato (1997), fiction prodotta per Rai 2 nel 1997. Per la radio, a cui collabora tuttora curando tra l'altro una rubrica fissa per Torino 7, ha presentato fra l'altro le trasmissioni Tempo reale e, in coppia con Luciana Littizzetto, Single (1997).
Gambarotta ha scritto e recitato per il teatro cabaret, il teatro in lingua piemontese e quello in italiano.
Ha pubblicato romanzi di genere giallo-ironico-parodistico che hanno avuto un notevole successo di vendite e di critica; fra essi, La nipote scomoda (scritto a quattro mani con Massimo Felisatti, uscito in libreria nel 1977 e vincitore del Premio Gran Giallo - città di Cattolica) e Torino, lungodora Napoli, edito da Garzanti nel 1995. Per i tipi della stessa casa editrice è stato dato alle stampe il pamphlet Tutte le scuse sono buone per morire. Nel 2006 per la casa editrice Morganti ha aperto la collana di romanzi ‘le Grandi Parodie’ con Il Codice Gianduiotto, uno spassoso e colto divertissement (Premio Selezione Bancarella 2007) che fa il verso al best seller Il codice da Vinci di Dan Brown.
Da diversi anni cura le edizioni del calendario in piemontese La Memòria dël Temp.

## Opere

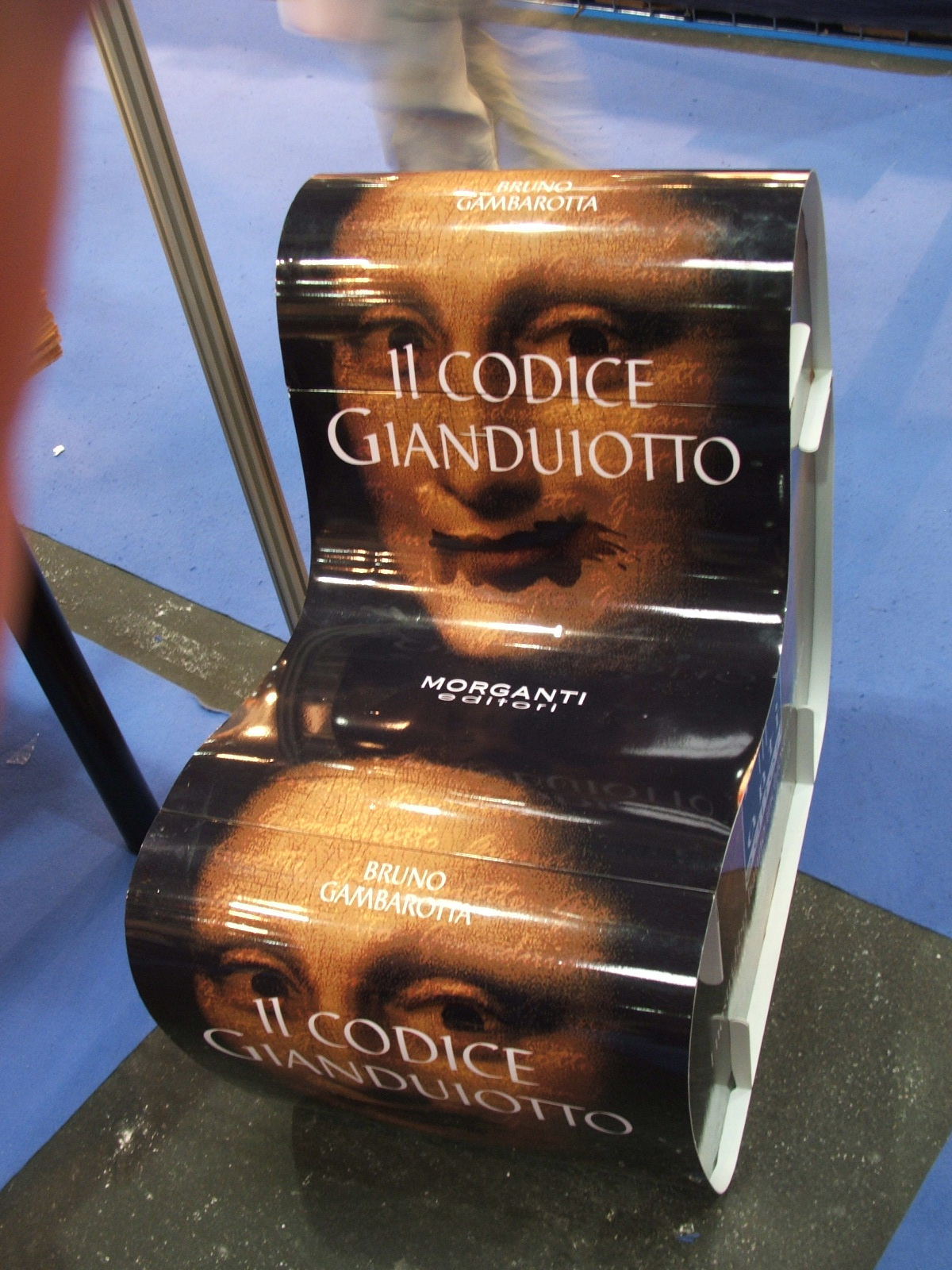
Il Codice Gianduiotto, parodia del bestseller Il codice da Vinci, in presentazione alla XIX Fiera internazionale del libro di Torino

- La nipote scomoda (con Massimo Felisatti), Mondadori, 1977
- Saldi di stagione, Piazza D., 1992
- Torino, lungodora Napoli, Garzanti, 1995 ISBN 88-11-66944-8 (in brossura ISBN 88-11-62013-9);
- Enciclopedia comica del diritto, Panini, 1996
- Tutte le scuse sono buone per morire - Garzanti, 1996, ISBN 88-11-67009-8 (in brossura ISBN 88-11-62019-8)
- Le storie di città di Felice Pautasso, Scriptorium, 1997
- Mangiare & bere in Piemonte, De Ferrari, 2001
- Ristoranti & vini, De Ferrari, 2001
- Città Torino. Dal tramonto all'alba (con Filiberto Rotta), Hapax, 2001
- Gardens (con Bruna Biamino), Edizioni del Capricorno, 2002
- Ti piace Torino?, Il Punto, 2003
- Omaggio a Torino, in doppia edizione italiano-inglese, Alinari IDEA, 2004
- Mangiare & bere in Piemonte e Valle d'Aosta, De Ferrari e Devega, 2004
- Il Codice Gianduiotto, Morganti Editori, 2006, ISBN 88-87549-74-5
- Il postino spara sempre due volte, La Stampa, 2008, ISBN 88-7783-150-2
- Certi angoli... di Torino (fotografie di Livio Bourbon), Priuli e Verlucca editori, 2009
- Polli per sempre, Garzanti, 2009, ISBN 978-88-11-67032-2
- Ci piace Torino? Storie di città, Il Punto, 2009, ISBN 888855257X - ISBN 9788888552576
- Le ricette di Nefertiti, Garzanti, 2011, ISBN 978-88-11-68394-0
- Non si piange sul latte macchiato. Racconti in giallo, Manni, 2016, ISBN 978-88-6266-715-9 (Vincitore Premio Settembrini 2016 - Menzione speciale Premio Stresa 2017)
- Il colpo degli uomini d'oro. Il furto del secolo alle Poste di Torino, Manni, 2018, ISBN 978-88-6266-853-8
- La confraternita dell'asino, Manni, 2020
- Fuori programma. Le mie memorie dalla Rai, Manni, 2023

## Filmografia parziale

### Cinema
- Il gatto, regia di Luigi Comencini (1977)
- Voltati Eugenio, regia di Luigi Comencini (1980)
- Cucciolo, regia di Neri Parenti (1998)
- Tifosi, regia di Neri Parenti (1999)
- I banchieri di Dio - Il caso Calvi, regia di Giuseppe Ferrara (2002)
- Una famiglia in giallo, regia di Alberto Simone (2005)
- 4-4-2 - Il gioco più bello del mondo, regia di Michele Carillo, episodio Meglio di Maradona (2006)
- Il commissario Manara, regia di Davide Marengo (2009)
- Giuliana e il Capitano, regia di Vanni Vallino (2011)
- Fuoriclasse, regia di Riccardo Donna (2015)
- I babysitter, regia di Giovanni Bognetti (2016)

### Televisione
- I promessi sposi, regia di Salvatore Nocita —sceneggiato televisivo (1989)
- Anni '60, regia di Carlo Vanzina — miniserie tv (1999)
- Ognuno è perfetto, regia di Giacomo Campiotti  – miniserie TV (2019)

## Doppiaggio
Gambarotta ha prestato la voce a Solitomino, personaggio del cartone animato Cattivik.